# Chlorogomphus infuscatus
Chlorogomphus infuscatus – gatunek ważki z rodziny Chlorogomphidae. Występuje w Chinach.